# Laura Alcoba
Laura Alcoba est une femme de lettres française, née en Argentine en 1968.

## Biographie
Laura Alcoba est née de façon circonstancielle à La Havane, car ses parents faisaient partie des « Cinq de La Plata », un groupe de révolutionnaires qui s’est rendu sur l’île cubaine pour y recevoir une formation politique et militaire. Néanmoins, son acte de naissance indique qu’elle est née dans la ville de La Plata.
Ses parents étaient des militants montoneros et, enfant, elle a vécu dans ce qui est aujourd’hui la maison Mariani-Teruggi.
Son père a été emprisonné avant le coup d’État contre Isabel Perón, et sa mère a pris la décision de s’exiler en France peu après le début de la dictature argentine.
En 1979, Laura Alcoba a retrouvé sa mère en France.
Actuellement autrice de langue française et traductrice, Laura Alcoba est aussi maître de conférences à l’université Paris-Nanterre. Au mois d'octobre 2013, elle rejoint les éditions du Seuil comme éditrice chargée du domaine hispanique, fonction qu'elle quitte en juin 2016.
Après avoir intégré en 1989 l’École normale supérieure de Fontenay-aux-Roses en lettres modernes, elle travaille sous la direction de Florence Delay sur Ramón Gómez de la Serna. Par la suite, elle passe l’agrégation d’espagnol puis soutient un doctorat sous la direction d'Augustin Redondo sur « La question du regard dans le Viaje de Turquía » : elle dédie à ce dialogue anonyme du milieu du XVIe siècle des articles de recherche, tant en langue espagnole qu’en français,. À partir de 2007, elle se consacre essentiellement à l’écriture.
En 2007, elle publie aux éditions Gallimard son premier roman, Manèges, où elle évoque un épisode de son enfance argentine sous la dictature militaire. Ce premier roman est traduit en espagnol (Edhasa), anglais (Portobello Books), allemand (Insel Verlag), italien (Piemme), serbe (Arhipelag) et portugais (Paris de Histórias, Brésil). Sous le titre de La casa de los conejos, le livre reçoit un grand écho en Argentine dès sa parution en langue espagnole. La version espagnole a été réalisée par le romancier argentin Leopoldo Brizuela. La version anglaise, The Rabbit House, publiée par Portobello Books à Londres, y est adaptée au mois de mai 2010 pour la radio (BBC-Radio 4). Sous le titre espagnol de La casa de los conejos, le livre a été adapté au cinéma en 2020 par Valeria Selinger et sélectionné dans plusieurs festivals internationaux, comme le Festival international du film de Kiev Molodist en 2021.
En 2009, elle publie Jardin blanc, roman inspiré d’un épisode peu connu de la vie d’Ava Gardner et du Général Juan Perón, à savoir leur bref voisinage à Madrid. Ce deuxième livre est traduit en espagnol par le poète Jorge Fondebrider.
En janvier 2012, Laura Alcoba publie son troisième roman, Les Passagers de l’Anna C., qui a également été traduit en espagnol et en catalan. Comme pour son premier roman, c'est l'écrivain argentin Leopoldo Brizuela qui en signe la version espagnole. L’autrice y reconstruit le voyage qu’effectuent au milieu des années 1960 une poignée de jeunes Argentins quittant leur pays clandestinement pour rejoindre Cuba et, au bout du voyage, Che Guevara. Elle compose ce livre à partir de souvenirs des rares survivants de ce voyage, dont ses parents faisaient partie et au cours duquel elle est née.
En août 2013, elle publie Le Bleu des abeilles, roman inspiré de son arrivée en France, à l’âge de dix ans. Le roman évoque notamment la correspondance qu’elle entretenait à l’époque avec son père, alors prisonnier politique en Argentine, la découverte de la France et l’apprentissage de la langue française, entre libération et éblouissement. À l'automne 2013, ce livre est sélectionné pour le prix Femina et le prix Médicis.
En janvier 2017, La Danse de l'araignée poursuit le récit engagé dans Manèges et Le Bleu des abeilles, ces trois titres formant une sorte de trilogie. Ce troisième volet, centré sur le temps de l'adolescence, des interrogations et des changements de cet âge abordé depuis l'exil et en l'absence du père, a reçu le Prix Marcel Pagnol 2017. Les trois récits autobiographiques que constituent Manèges, Le Bleu des abeilles et La Danse de l'araignée sont publiés en 2021 en Espagne aux éditions Alfaguara en un seul volume sous le titre Trilogía de la casa de los conejos, édition accompagnée d'une brève préface de Daniel Pennac.
En janvier 2022 paraît son sixième roman, Par la forêt, également publié dans la Collection Blanche des éditions Gallimard. Le livre est inspiré d'un fait divers survenu à Paris au milieu des années 1980. Le roman a été traduit en espagnol et publié chez Alfaguara sous le titre A través del bosque. La version espagnole a été signée par l'écrivain argentin Eduardo Berti. Le livre est également paru en langue anglaise sous le titre Through the Forest chez Fum d'Estampa Press dans une traduction de Martin Munro et au Portugal, aux éditions Dom Quixote, sous le titre Naquele dia.

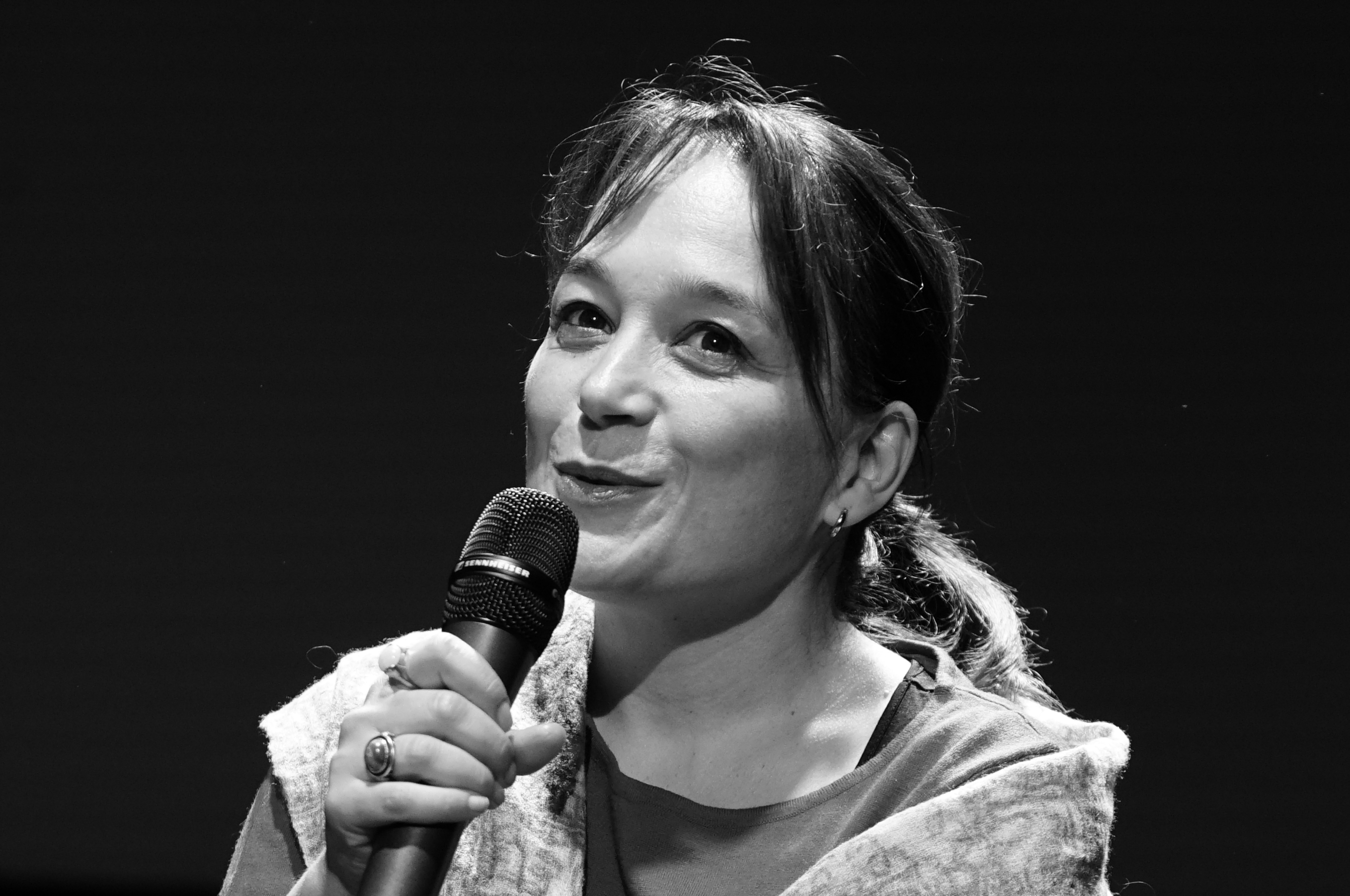
Laura Alcoba dans une présentation à Reims.

Laura Alcoba a par ailleurs traduit des nouvelles, des pièces de théâtre et des romans d’auteurs aussi différents que Pedro Calderón de la Barca, Selva Almada, Yuri Herrera, Fernanda Melchor et Camila Sosa Villada.
En 2013, elle reçoit le prix de soutien de la Fondation Del Duca. Le Prix Marcel Pagnol 2017 a couronné son roman La Danse de l'araignée. En novembre 2023, Les rives de la mer Douce reçoit le Prix Roger-Caillois dans la catégorie Littérature française.
Laura Alcoba est membre du jury du prix des Romancières. Elle a été également membre de la commission de l'écrit de la SCAM et en tant que telle du jury des prix Marguerite-Yourcenar et François Billetdoux.

## Œuvres

### Romans
- Manèges, Paris, Éditions Gallimard, coll. « Blanche », 2007, 142 p.  (ISBN 978-2-07-078203-1)[5] et Folio no 5883  (ISBN 9782070462438).
- Jardin blanc, Paris, Éditions Gallimard, coll. « Blanche », 2009, 166 p.  (ISBN 978-2-07-012604-0)[6]
- Les Passagers de l’« Anna C. », Paris, Éditions Gallimard, coll. « Blanche », 2011, 220 p.  (ISBN 978-2-07-013492-2)[7],[8]
- Le Bleu des abeilles, Paris, Éditions Gallimard, coll. « Blanche », 2013, 128 p.  (ISBN 978-2-07-014214-9) et Folio n°6006  (ISBN 9782070465972).
- La Danse de l’araignée, Paris, Éditions Gallimard, coll. « Blanche », 2017, 160 p.  (ISBN 978-2-07-019787-3) et Folio n° 6534  (ISBN 9782072793356) Prix Marcel-Pagnol 2017.
- Par la forêt, Paris, Éditions Gallimard, col. "Blanche", 2022, 208 p.  (ISBN 978-2-07-294130-6)
- Les rives de la mer Douce, Mercure de France, col. "Traits et portraits", 2023, 160p.,  (ISBN 978-2-7152-5966-9). Prix Roger-Caillois 2023.

### Nouvelles
- "Hong Kong en Valois" dans Ça ne veut pas rien dire, MEET, 2012.
- "Le Canard d’Usher" dans Lettres Nomades, ed. La Contre Allée, 2014.
- "Le Vieux Fauteuil" dans Me lo llevaré a la sepultura, MALBA, 2016[9].

## Traductions
- Pedro Calderón de la Barca, Les Enchantements de la Faute, mise en scène Marion Fouillard 1997.
- Ivan Thays, Un lieu nommé Oreille-de-Chien, Paris, Gallimard, coll. Du Monde entier 2011.
- Yuri Herrera, Les Travaux du Royaume, Paris, Gallimard, coll. Du Monde entier 2012.
- Yuri Herrera, Signes qui précéderont la fin du monde, Gallimard, coll. Du Monde entier, 2014.
- Selva Almada, Après l'orage, Paris, Métailié, 2014.
- Selva Almada, Les jeunes mortes, Paris, Métailié, 2015.
- Yuri Herrera, Le Royaume, le Soleil et la Mort.Trilogie de la frontière, Gallimard, coll. Du Monde entier, 2016.
- Selva Almada, Sous la grande roue, Paris, Métailié, 2019.
- Fernanda Melchor, La Saison des ouragans, Paris, Grasset, 2019.
- Camila Sosa Villada, Les Vilaines, Paris, Métailié, 2021.
- Selva Almada, Ce n'est pas un fleuve, Paris, Métailié, 2022.
- Gabriela Wiener, Portrait Huaco, Paris, Métailié, 2023.
- Camila Sosa Villada, Histoire d'une domestication, Paris, Métailié, 2024.

## Adaptations radio, théâtre et cinéma
- The Rabbit House (Manèges), trad. de Polly McClean, adapt. radio de Sheila Yeger, BBC4, 2010[10]
- La casa de los conejos de Valeria Selinger est l'adaptation cinématographique de Manèges, petite histoire argentine. Sélectionné dans plusieurs festivals internationaux, notamment le Festival international du film de Kiev Molodist, il reçoit le prix du premier long métrage de fiction dans le cadre du Queens International Film Festival à New York en mars 2020. Le film est sorti en octobre 2021 en Argentine[11].
- Le Bleu des abeilles a été adapté pour le théâtre jeune public en 2020 par la compagnie du Shabano (mise en scène Valentina Arce, adaptation France Jolly et Valentina Arce)[12].